# Greyerzer

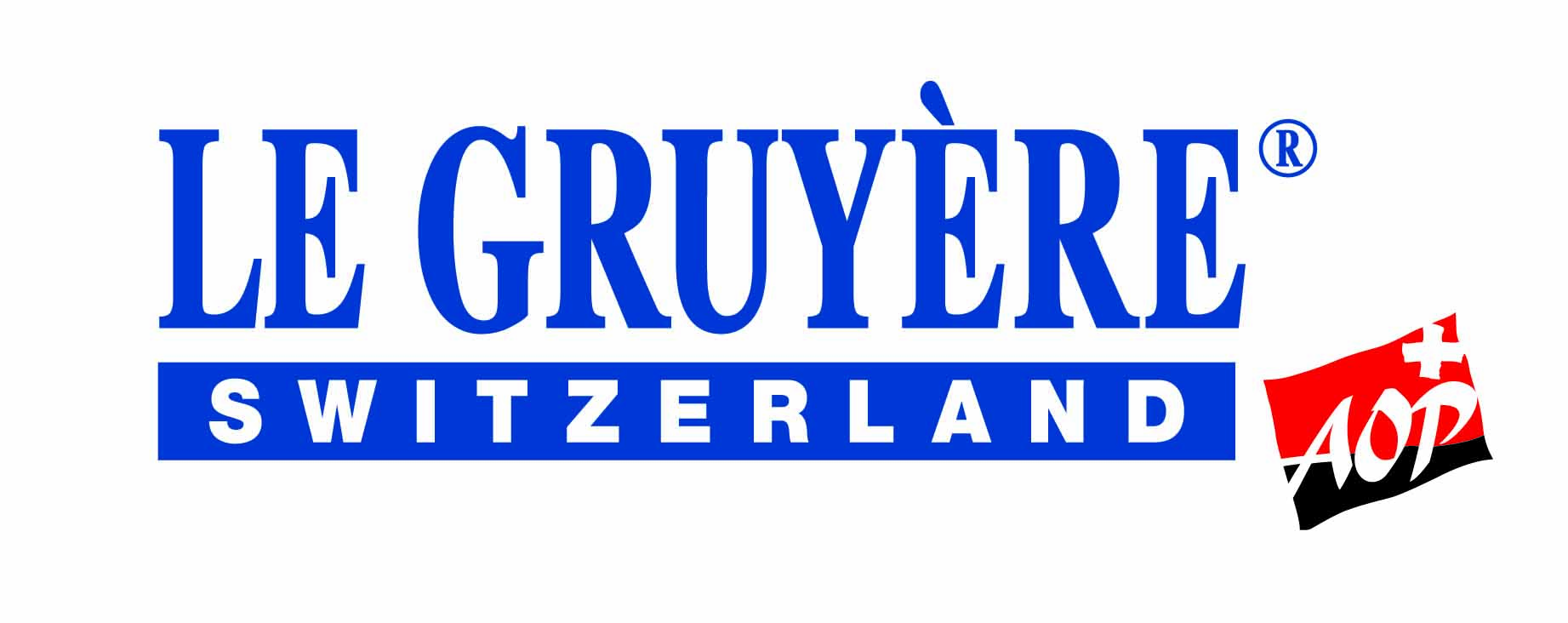
Logo Gruyère AOP

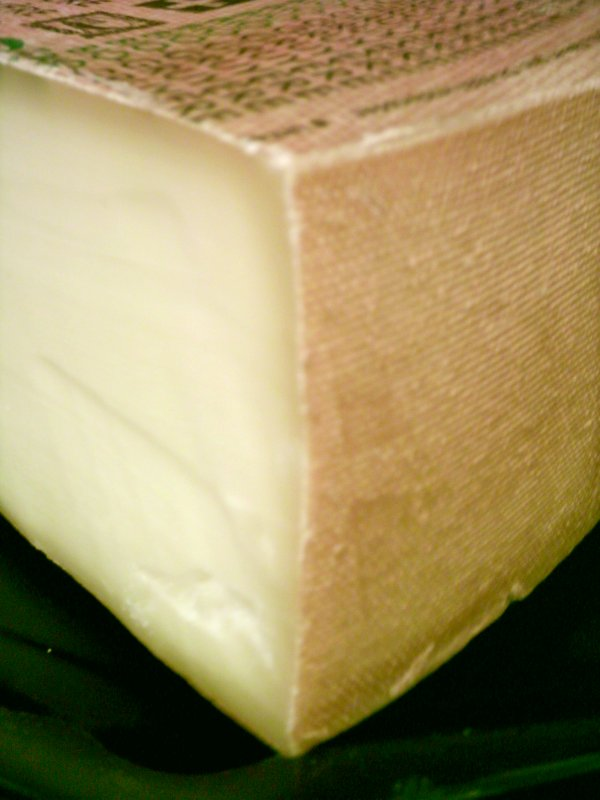
Gruyère

Greyerzer (französisch Le Gruyère, im Deutschschweizer Sprachgebrauch häufig mit dem französischen Namen Gruyère, Aussprache: [ɡʁɥijɛʁ] , benannt) ist ein halbharter bis harter Schweizer Hartkäse mit geschützter Ursprungsbezeichnung (siehe dort den Abschnitt AOP) aus der Rohmilch von Kühen. Im Jahr 2021 wurden 31 869 Tonnen Gruyère verkauft, davon rund 15 187 Tonnen in der Schweiz. Der wichtigste Exportmarkt waren die Vereinigten Staaten (rund 4162 Tonnen). Le Gruyère AOP wird in der Schweiz in insgesamt 165 Käsereien und 54 Alpbetrieben hergestellt (Stand 2016).

## Geschichte
Die Käseherstellung lässt sich im Greyerzerland bis in das Jahr 1115 zurückverfolgen. In einer aus diesem Jahr stammenden Urkunde des ersten Grafen von Greyerz werden Zuwendungen von Käse an die Abtei von Rougemont erwähnt. Es bleibt allerdings offen, welcher Art dieser Käse war.
Der Gebrauch des Namens Gruyère als Bezeichnung für eine Käsesorte, die dem heutigen Gruyère ähnlich gewesen sein dürfte, ist im Jahr 1602 erstmals urkundlich belegt, als die Regierung von Freiburg den Delegierten der französischen Botschaft vierzehn Laibe davon als Geschenk anbot. Gemeint war damit der um das Freiburger Städtchen Greyerz herum hergestellte Käse. Ab dem 16. Jahrhundert bis etwa 1780 war die französische Stadt Lyon Hauptexportziel des Greyerzers.
Heute ist die Bezeichnung Le Gruyère als AOP in Europa geschützt. Weltweit ist die Marke Le Gruyère Switzerland geschützt. Das ebenfalls geschützte Signet des Alphornbläsers auf einem angeschnittenen Käselaib gehört der Schweizerischen Eidgenossenschaft und ist weltweit geschützt, obwohl es heute nicht mehr verwendet wird. Le Gruyère AOP darf nur in den Kantonen Freiburg, Waadt, Neuenburg und Jura, den Amtsbezirken von Courtelary, Moutier und La Neuveville sowie einigen bernischen Gemeinden, die an den Kanton Freiburg angrenzen, hergestellt werden. Zudem gibt es eine historisch begründete Ausnahme für 17 bestimmte Käsereien in der Deutschschweiz.
Die «AOP» des Le Gruyère ist in den USA sowie in anderen Staaten nicht anerkannt. Der Name wird daher auch von Produzenten in Ost-Frankreich, siehe Gruyère, hier also ohne den grammatischen Artikel, in Österreich und als «Groviera» von Produzenten in Italien verwendet. In den USA stellt die Firma Roth ebenfalls eine Kopie des Greyerzers her; die Schweizer Grossmolkerei Emmi AG ist an dieser Firma beteiligt. 2021 entschied ein US-Bundesbezirksgericht, dass der Begriff «Gruyère» in den USA eine generische Bezeichnung für eine Käseart und nicht für eine geografische Herkunft sei, und sich daher in den USA nicht als geschützte Herkunftsbezeichnung registrieren lasse. Das Berufungsgericht für den Vierten Bezirk in Richmond (Virginia) hat dieses erstinstanzliche Urteil zum Entscheid des U.S. Patent and Trademark Office (USPTO) am 3. März 2023 bestätigt.

## Eigenschaften

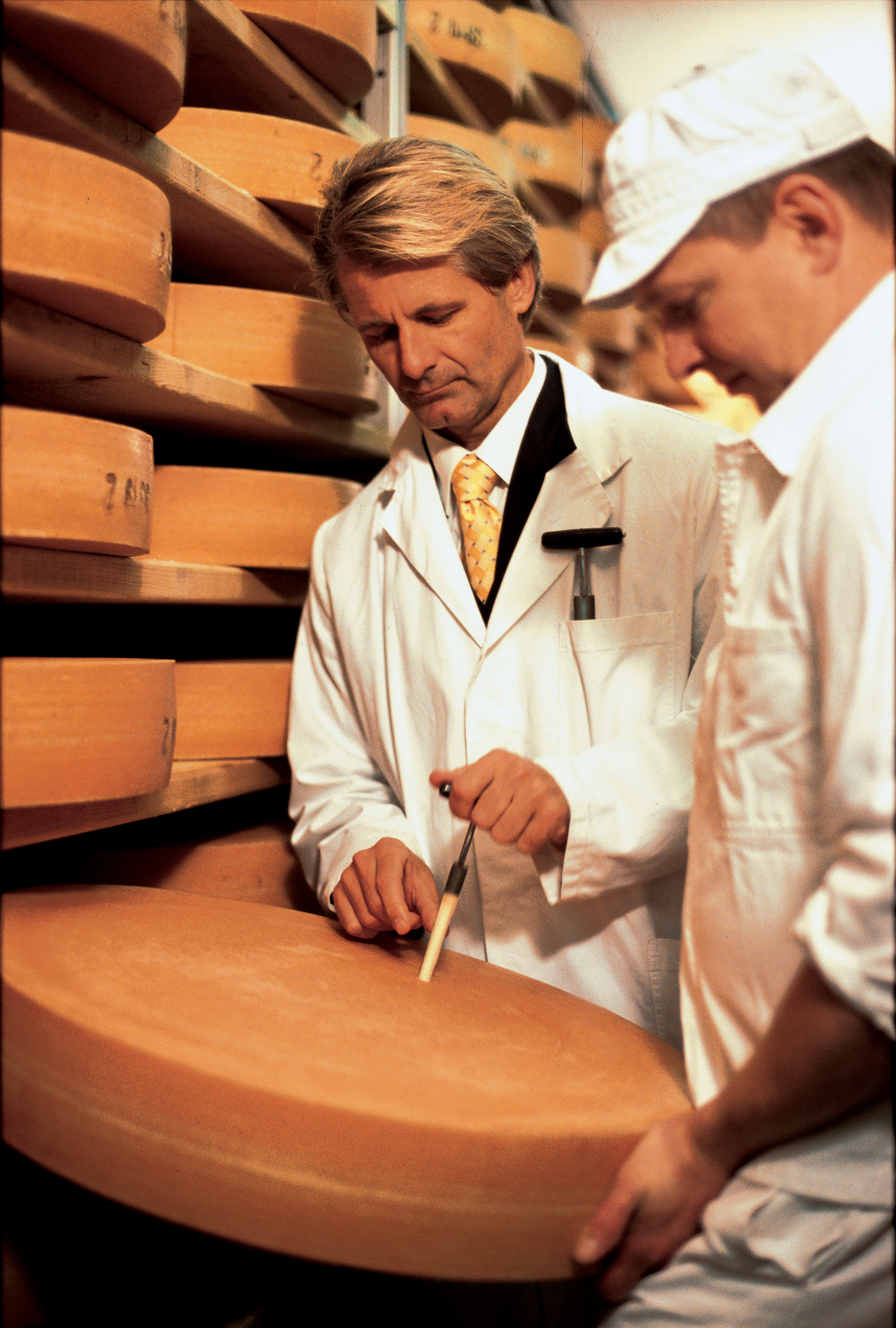
Ein Affineur bei der Qualitätskontrolle während der Reifung

Die Laibe des Käses mit einem Durchmesser von 55 bis 65 cm und einer Dicke von 9,5 bis 12 cm wiegen zwischen 25 und 40 kg (Durchschnitt 35 kg). Die Rinde ist leicht schmierig-bräunlich, der Teig geschmeidig, mittelfest und wenig brüchig. Feine Löcher sind erwünscht, aber nicht unerlässlich. Bei einem länger gereiften Gruyère sind feine Reifekristallite auf der Zunge spürbar. Der Fettgehalt beträgt 49 bis 53 % in der Trockenmasse.

## Reifung
Die Reifung (frz.: Affinage) des Gruyère AOP ist ein wichtiger Bestandteil des Produktionsprozesses. Gemäss Pflichtenheft wird für die Reifung ein höhlenähnliches Klima vorgeschrieben. Idealerweise liegt die Luftfeuchtigkeit bei 94–98 %. Bei geringerer Feuchtigkeit trocknet der Käse aus, und bei höherer wird die Rinde schmierig und klebrig. Die Temperatur liegt idealerweise zwischen 13 und 14 Grad Celsius. Diese relativ hohen Temperaturen sind aber nur möglich, wenn die Qualität des Käses sehr gut ist. Ansonsten werden eher niedrigere Temperaturen von 10 bis 12 °C vorgezogen. Je niedriger die Kellertemperatur ist, desto härter und bröckliger wird der Käse. Die Reifung von Gruyère AOP kann auch ausserhalb des Herstellungsgebiets erfolgen, solange er zuvor für mindestens drei Monate im Herstellungsgebiet gereift wurde.

## Varianten

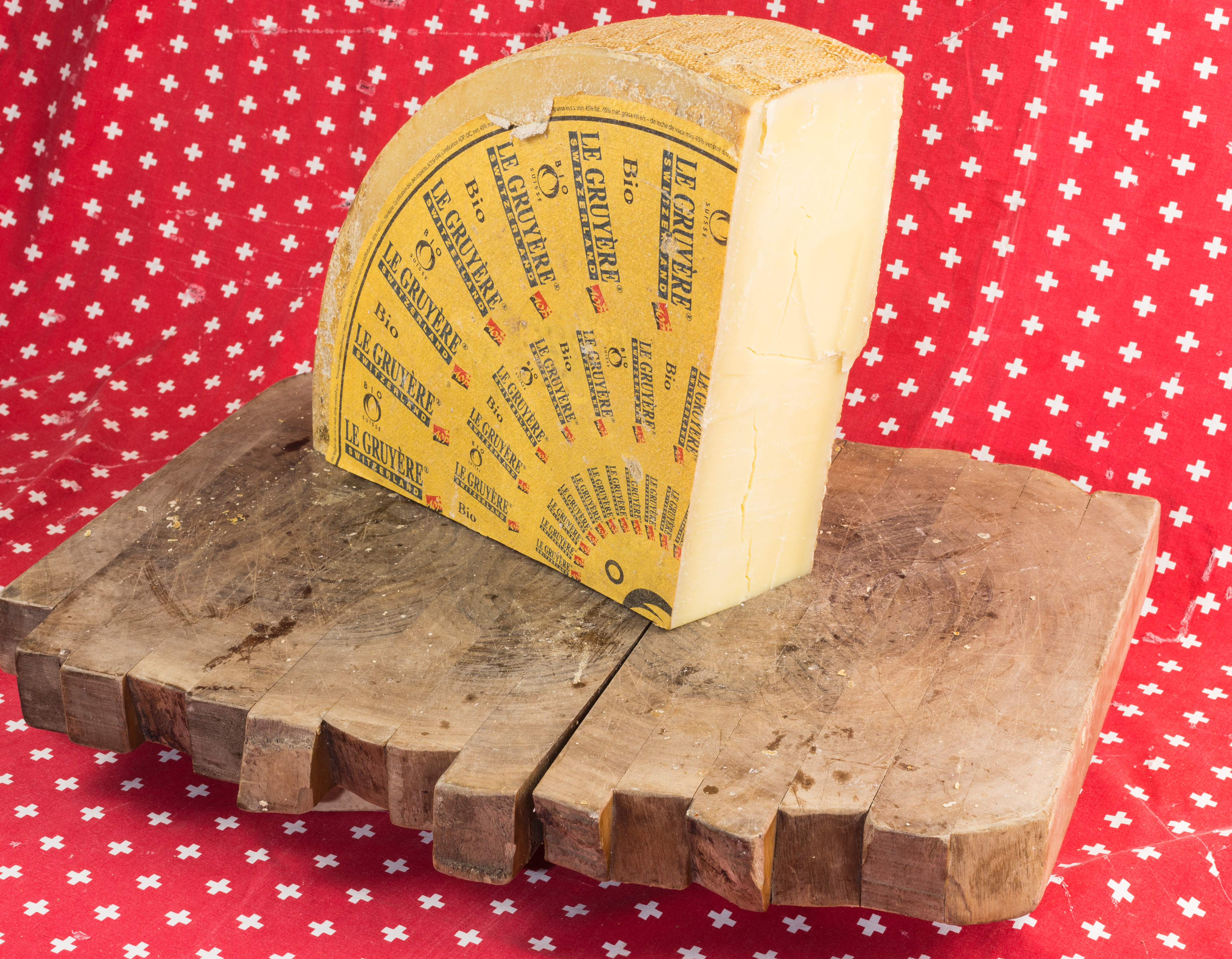
Le Gruyère AOP Bio (zwölf Monate)

Gruyère AOP ist in verschiedenen Reifestufen sowie in Bio-Qualität mit dem Knospe-Siegel und als Alpmilch-Variante (Gruyère d’Alpage AIO) erhältlich. Das Pflichtenheft schreibt lediglich eine Reifung von mindestens fünf Monaten vor.

### Reifestufen
Für die Reifestufen haben sich folgende Bezeichnungen eingebürgert:
- mild/doux: mindestens 5 Monate
- reif/rezent/salé: mindestens 7 Monate; teilweise Unterscheidung zwischen
  - mi-salé: 7–8 Monate
  - salé: 9–10 Monate
- surchoix/réserve: mindestens 10 Monate
- extrareif/vieux: mindestens 15 Monate

### Höhlengereifter Gruyère
Eine spezielle Variante ist der höhlengereifte Gruyère AOP, der in einer Steinhöhle gelagert wird und durch die natürlich vorhandene hohe Luftfeuchtigkeit (bis 95 %) und die niedrige Temperatur (knapp über 10 °C) optimal reift (mindestens zwölf Monate, davon drei in der Käserei und neun in der Höhle).

### Le Gruyère Premier Cru

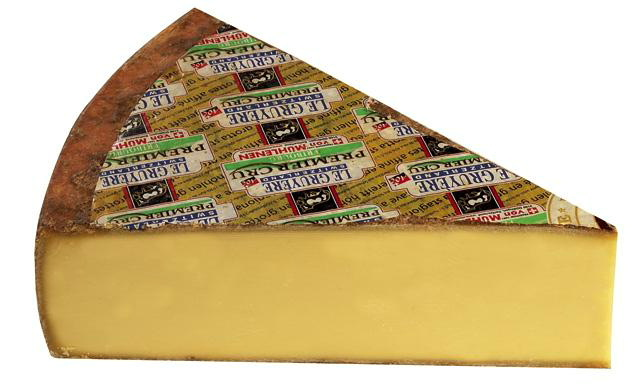
Le Gruyère Premier Cru Keilstück ca. 2,5 kg

Ein garantiert ausgereifter Gruyère ist der Le Gruyère Premier Cru: Er ist mindestens 14 Monate gereift bei einer Luftfeuchtigkeit von 95 % und einer Temperatur von 13,5 °C. Eine weitere Besonderheit ist, dass der Le Gruyère Premier Cru ausschliesslich im Kanton Freiburg hergestellt und affiniert werden darf.
Es ist der einzige Käse, der fünfmal – 1992, 2002, 2005, 2015 und 2022 – den Titel «Bester Käse der Welt» bei den World Cheese Awards gewann. Gewinner war dabei viermal ein Le Gruyère Premier Cru der Marke von Mühlenen, 2022 dann von Vorderfultigen Gourmino. Beim World Championship Cheese Contest in den USA 2006 gewann ein Gruyère AOP die Goldmedaille, der von Franz Jungo in der Käserei Struss in St. Ursen hergestellt wurde.